# هوهن برون
هوهن برون (به آلمانی: Hohenbrunn) یک شهر در آلمان است که درمنطقه مونیخ واقع شده‌است.

## خصوصیات
هوهن برون ۱۶٫۸۲ کیلومترمربع مساحت دارد ۵۶۸ متر بالاتر از سطح دریا واقع شده‌است.